# FC Zimbru Chișinău
Maillots

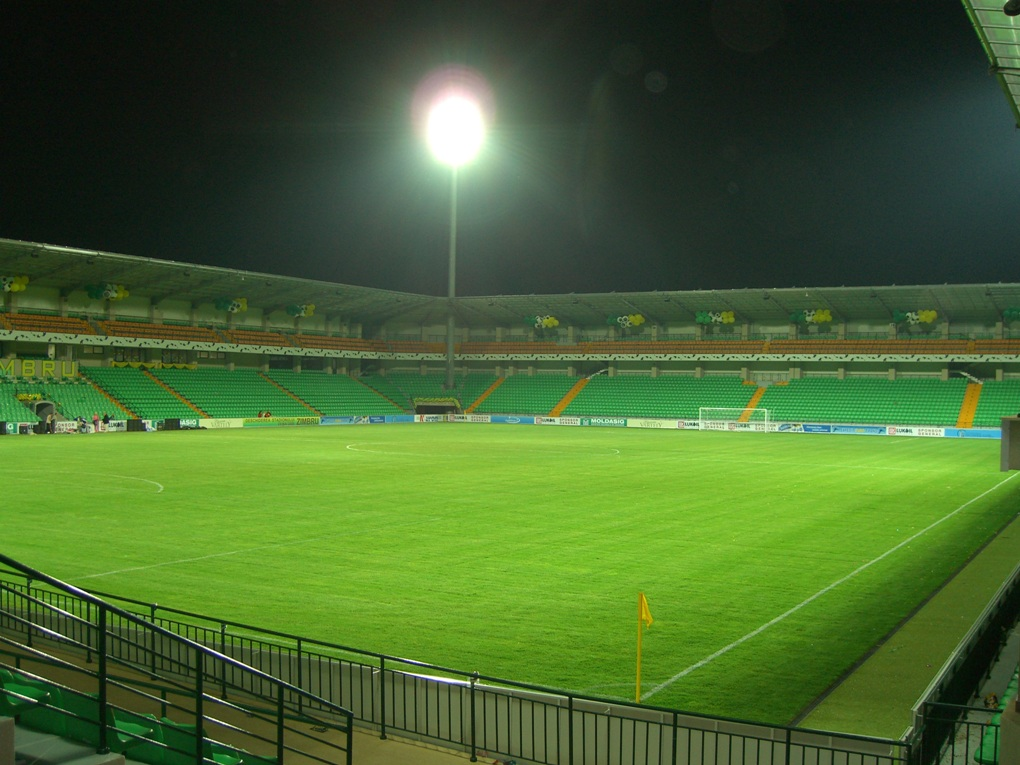
Stade du FC Zimbru Chișinău

Le FC Zimbru Chișinău est un club moldave de football fondé en 1947 et basé à Chișinău. Il évolue dans le championnat de Moldavie depuis la création de la compétition en 1992. Le FC Zimbru a dominé le football moldave dans les années 1990 remportant huit des neuf premières éditions de la Divizia Națională.

## Historique
- 1947 : fondation du club sous le nom de Dinamo Kichinev
- 1950 : le club est renommé Bourevestnik Kichinev
- 1958 : le club est renommé Moldova Kichinev
- 1966 : le club est renommé Aventul Kichinev
- 1967 : le club est renommé Moldova Kichinev
- 1972 : le club est renommé Nistru Kichinev
- 1991 : le club est renommé FC Zimbru Chișinău
- 1993 : 1re participation à une Coupe d'Europe (C1, saison 1993/1994)

## Bilan sportif

### Palmarès
- Championnat de Moldavie (8)
  - Champion : 1992, 1993, 1994, 1995, 1996, 1998, 1999, 2000
  - Vice-champion : 1997, 2001, 2003, 2006, 2007

- Coupe de Moldavie (6)
  - Vainqueur : 1997, 1998, 2003, 2004, 2007, 2014
  - Finaliste : 1995, 2000, 2018, 2024

- Supercoupe de Moldavie
  - Vainqueur : 2014
  - Finaliste : 2003, 2004 et 2007

- Coupe de la CEI
  - Finaliste : 2000

### Bilan européen
Légende
- Victoire ou qualification pour le tour suivant
- Match nul
- Défaite ou élimination de la compétition

Note : dans les résultats ci-dessous, le score du club est toujours donné en premier
| Saison    | Compétition             | Tour              | Club                   | Domicile | Extérieur | Total             |
| --------- | ----------------------- | ----------------- | ---------------------- | -------- | --------- | ----------------- |
| 1993-1994 | Ligue des champions     | Tour préliminaire | Beitar Jérusalem       | 1 - 1    | 0 - 2     | 1 - 3             |
| 1994-1995 | Coupe UEFA              | Tour préliminaire | Kispest Honvéd         | 0 - 1    | 1 - 4     | 1 - 5             |
| 1995-1996 | Coupe UEFA              | Tour préliminaire | Hapoël Tel-Aviv        | 2 - 0    | 0 - 0     | 2 - 0             |
| 1995-1996 | Coupe UEFA              | Premier tour      | RAF Jelgava            | 1 - 0    | 2 - 1     | 3 - 1             |
| 1995-1996 | Coupe UEFA              | Deuxième tour     | Sparta Prague          | 0 - 2    | 3 - 4     | 3 - 6             |
| 1996-1997 | Coupe UEFA              | Tour préliminaire | Hajduk Split           | 0 - 4    | 1 - 2     | 1 - 6             |
| 1997-1998 | Coupe des coupes        | Tour préliminaire | Chakhtar Donetsk       | 1 - 1    | 0 - 3     | 1 - 4             |
| 1998-1999 | Ligue des champions     | Premier tour Q    | Újpest FC              | 1 - 0    | 1 - 3     | 2 - 3             |
| 1999-2000 | Ligue des champions     | Premier tour Q    | St. Patrick's Athletic | 5 - 0    | 5 - 0     | 10 - 0            |
| 1999-2000 | Ligue des champions     | Deuxième tour Q   | Dinamo Tbilissi        | 2 - 0    | 1 - 2     | 3 - 2             |
| 1999-2000 | Ligue des champions     | Troisième tour Q  | PSV Eindhoven          | 0 - 0    | 0 - 2     | 0 - 2             |
| 1999-2000 | Coupe UEFA              | Premier tour      | Tottenham Hotspur      | 0 - 0    | 0 - 3     | 0 - 3             |
| 2000-2001 | Ligue des champions     | Premier tour Q    | KF Tirana              | 3 - 2    | 3 - 2     | 6 - 4             |
| 2000-2001 | Ligue des champions     | Deuxième tour Q   | NK Maribor             | 2 - 0    | 0 - 1     | 2 - 1             |
| 2000-2001 | Ligue des champions     | Troisième tour Q  | Sparta Prague          | 0 - 1    | 0 - 1     | 0 - 2             |
| 2000-2001 | Coupe UEFA              | Premier tour      | Hertha Berlin          | 1 - 2    | 0 - 2     | 1 - 4             |
| 2001-2002 | Coupe UEFA              | Tour préliminaire | Gaziantepspor          | 0 - 0    | 1 - 4     | 1 - 4             |
| 2002-2003 | Coupe UEFA              | Tour préliminaire | IFK Göteborg           | 3 - 1    | 2 - 2     | 5 - 3             |
| 2002-2003 | Coupe UEFA              | Premier tour      | Real Betis             | 0 - 2    | 1 - 2     | 1 - 4             |
| 2003-2004 | Coupe UEFA              | Tour préliminaire | Litex Lovetch          | 2 - 0    | 1 - 1     | 3 - 1             |
| 2003-2004 | Coupe UEFA              | Premier tour      | Aris Salonique         | 1 - 1    | 1 - 3     | 2 - 3             |
| 2006-2007 | Coupe UEFA              | Premier tour Q    | Qarabağ FK             | 1 - 1    | 2 - 1 ap  | 3 - 2             |
| 2006-2007 | Coupe UEFA              | Deuxième tour Q   | Metalurh Zaporijia     | 0 - 0    | 0 - 3     | 0 - 3             |
| 2007-2008 | Coupe UEFA              | Premier tour Q    | Artmedia Petržalka     | 2 - 2    | 1 - 1     | 3 - 3E            |
| 2009-2010 | Ligue Europa            | Premier tour Q    | Okjetpes Kökşetaw      | 1 - 2    | 2 - 0     | 3 - 2             |
| 2009-2010 | Ligue Europa            | Deuxième tour Q   | Paços de Ferreira      | 0 - 0    | 0 - 1     | 0 - 1             |
| 2012-2013 | Ligue Europa            | Premier tour Q    | Bangor City            | 2 - 1    | 0 - 0     | 2 - 1             |
| 2012-2013 | Ligue Europa            | Deuxième tour Q   | BSC Young Boys         | 1 - 0 ap | 0 - 1     | 1 - 1 (1 - 4 tab) |
| 2014-2015 | Ligue Europa            | Premier tour Q    | KF Shkëndija           | 2 - 0    | 1 - 2     | 3 - 2             |
| 2014-2015 | Ligue Europa            | Deuxième tour Q   | CSKA Sofia             | 0 - 0    | 1 - 1     | 1E - 1            |
| 2014-2015 | Ligue Europa            | Troisième tour Q  | SV Grödig              | 0 - 1    | 2 - 1     | 2E - 2            |
| 2014-2015 | Ligue Europa            | Barrages Q        | PAOK Salonique         | 0 - 0    | 0 - 2     | 0 - 2             |
| 2016-2017 | Ligue Europa            | Premier tour Q    | Chikhura Satchkhere    | 0 - 1    | 3 - 2     | 3E - 3            |
| 2016-2017 | Ligue Europa            | Deuxième tour Q   | Osmanlıspor            | 2 - 2    | 0 - 5     | 2 - 7             |
| 2023-2024 | Ligue Europa Conférence | Premier tour Q    | SP La Fiorita          | 1 - 0    | 1 - 1     | 2 - 1             |
| 2023-2024 | Ligue Europa Conférence | Deuxième tour Q   | Fenerbahçe SK          | 0 - 4    | 0 - 5     | 0 - 9             |
| 2024-2025 | Ligue Conférence        | Deuxième tour Q   | FC Ararat-Armenia      | 1 - 3    | 0 - 3     | 1 - 6             |
| 2025-2026 | Ligue Conférence        | Deuxième tour Q   | FK Astana              | 1 - 1    | 0 - 2     | 1 - 3             |

## Personnalités du club

### Entraîneurs
La liste suivante présente les différents entraîneurs connus du club,.
- Serghei Eriomin (1947–1948)
- Sergueï Orlov (1949)
- Vassili Iepichine (ru) (1950-1951)
- Valeri Bekhtenev (ru) (1952)
- Gueorgui Mazanov (ru) (1953)
- Piotr Stoupakov (ru) (1954–juin 1956)
- Viktor Maslov (juillet 1956–octobre 1956)
- Viktor Novikov (1957)
- Aleksandr Sevidov (1958–août 1960)
- Vassili Sokolov (octobre 1960–septembre 1963)
- Nikolai Glebov (1964)
- Boris Tsybine (ru) (1965)
- Ivan Zolotuhin (1966)
- Constantin Riazanțev (1967–1968)
- Vladimir Ținkler (1969–1970)
- Vassili Sokolov (1970-1971)
- Sergei Șapoșnikov (janvier 1972-août 1972)
- Veaceslav Chiricenco (août 1972–octobre 1972)
- Victor Korolkov (1973–1974)
- Anatoli Polosin (1975–1978)
- Viaceslav Chiricenco (1979)
- Vladimir Korolkov (1980–1981)
- Leonid Chevtchenko (en) (1982–août 1983)
- Viktor Korolkov (ru) (août 1983–décembre 1983)
- Anatolie Borș (1984)
- Anatoli Polosin (1985)
- Vladimir Ținkler (janvier 1986-juin 1986)
- Vladimir Gosperski (juin 1986-décembre 1986)
- Vladimir Yemeț (avril 1987-novembre 1987)
- Ahmad Alaskarov (1988–1990)
- Pavel Cebanu (1990–1991)
- Dudu Georgescu (1991)
- Ion Caras (1991)
- Sergiu Sîrbu (1992–octobre 1993)
- Veaceslav Chiricenco (novembre 1993–juin 1994)
- Alexandru Spiridon (1994–août 1996)
- Ion Caras (août 1996–juin 1997)
- Semen Altman (1997–1999)
- Oleksandr Skripnik (1999–2000)
- Alexandru Spiridon (2000–2001)
- Vladimir Weber (août 2001)
- Nicolae Mandricenco (septembre 2001–juin 2002)
- Gabriel Stan (2002–2003)
- Sergiu Sîrbu (août 2003–octobre 2003)
- Boris Tropaneț (octobre 2003)
- Gheorghe Niculescu (novembre 2003–Mai 2005)
- Ivan Tabanov (avril 2005–avril 2007)
- Alexandru Curtianu (intérim) (mai 2007)
- Oleksandr Sevidov (2007–2008)
- Ion Caras (juillet 2008–avril 2009)
- Ivan Tabanov (avril 2009–mai 2011)
- Serghei Stroenco (juillet 2011–juin 2012)
- Oleg Bejenari (juin 2012–juillet 2012)
- Sergiu Sîrbu (intérim) (juillet 2012–octobre 2012)
- Oleg Fistican (octobre 2012–décembre 2012)
- Serghei Dubrovin (janvier 2013–mars 2013)
- Serghei Cleșcenco (avril 20113–septembre 2013)
- Oleg Kubarev (septembre 2013-décembre 2014)
- Veaceslav Rusnac (décembre 2014–juillet 2015)
- Ștefan Stoica (juillet 2015-novembre 2015)
- Veaceslav Rusnac (novembre 2015–janvier 2016)
- Ștefan Stoica (février 2017-juillet 2017)
- Iurie Osipenco (juillet 2017-décembre 2017)
- Vladimir Aga (février 2018-juillet 2018)
- Sorin Colceag (en) (août 2018-avril 2019)
- Vladimir Aga (avril 2019-octobre 2019)
- Giovanni Scanu (janvier 2020-)